# Танаджиб – Джубайль
Танаджиб – Джубайль – трубопровідна система, що входитиме до інфраструктури саудійського газопереробного заводу Танаджиб, запуск якого запланований на 2025 рік.
ГПЗ Танаджиб матиме здатність провадити фракціонування вилучених зріджених вуглеводневих газів. Для їх подальшої видачі призначена багатониткова трубопровідна систему, що прямуватиме до розташованого за три десятки кілометрів потужного центру нафтохімічної промисловості Джубайль та включатиме:
- етанопровід TNJBETH-1 (Tanajib Jubail Ethane-1) довжиною 140 км та діаметром 900 мм;
- пропанопровід TNJBBUT-1 (Tanajib Jubail Butane-1) довжиною 141 км та діаметром 450 мм;
- бутанопровід TNJBPRP-1 (Tanajib Jubail Propane-1) довжиною 141 км та діаметром 350 мм.
В Джубайлі споживачами виступають численні установки парового крекінгу компаній Sadaf (етан), Petrokemya, Kemya, SEPC, Sharq (всі чотири споживають як етан, так і пропан), Saudi Kayan (переважно бутан з певною часткою етану), JCP (пропан та етан), Sadara (етан). Крім того, в 2004 – 2009 роках у Джубайлі стали до ладу три заводи дегідрогенізації пропану компаній Saudi Polyolefins, APC і Al-Waha.  Що стосується бутану, то його також потребують заводи з виробництва MTBE, введені в 1989 – 1997 роках компаніями Ibn Sina, Ibn Zahr та Sadaf. 